# Edo no Kiba
 Edo no Kiba  (Edono 牙) est un jeu vidéo de type beat them all en 2D à thème cyberpunk. Le jeu a été développé par Riot Co. et édité par Micro World le 12 mars 1993 sur Super Famicom, uniquement au Japon.

## Synopsis
En 2050, dans un Tokyo cyberpunk, des terroristes armés de mecha et cyborgs contrôlent la ville. Seule la police spéciale, armée elle aussi d'armures, peut les affronter.

## Système de jeu
Les niveaux se déroulent en défilement horizontale continue  de type course -poursuite, sans possibilité de s'arrêter. Le héros est armé d'une épée laser et doit détruire les cyborgs qu'il rencontre.